# Luha
Luha är ett vattendrag i Tjeckien.   Det ligger i regionen Södra Mähren, i den östra delen av landet, 180 km öster om huvudstaden Prag.